# Джела
Джѐла (на италиански: Gela) е град и община в Южна Италия.

## География
Град Джела се намира в провинция Калтанисета, област (регион) Сицилия. Разположен е по южното крайбрежие на остров Сицилия. На запад от Джела по крайбрежието на около 30 km се намира град Ликата, а на изток също по крайбрежието на около 30 km град Сколити. Има пристанище и жп гара. Население 77 611 жители от преброяването през 2009 г.

## История
Градът е основан от древните гърци като Гела през 689 г. пр. Хр.
През 1927 г. получава името Джела (дотогава се е наричал Теранова ди Сичилия)

## Икономика
Джела е индустриален и риболовен център. Има петролна рафинерия.

## Спорт
Представителният футболен отбор на града се казва Джела Калчо.

## Известни личности
Родени в Джела
- Розарио Крочета (р. 1951), политик

Починали в Джела
- Есхил (525 – 456 пр.н.е.), древногръцки драматург

## Фотогалерия
- Изглед от Джела
- Кулата „Манфрия“
- Крайбрежието в околностите на Джела
- Археологическия музей в Джела